# Иван IV Смилец
Йван IV Смилец (Йоан Комнин Дука Ангел Врана Палеолог и Йоан Палеолог Ангел Врана) е български цар от 1298 до есента на 1299/1300 г.

## Произход
Йван IV e син на цар Смилец и на царица Смилцена. Има две сестри – Марина, омъжена за Алдимир (деспот на Крън), и Теодора, омъжена за Стефан Урош III Дечански, крал на Сърбия.

## Биография
Поради малолетието си управлява заедно с майка си и с деспота на Крън Алдимир, женен за сестра му Марина.
България започва да гради мирни отношения със съседното Сръбско кралство и за жена на сръбския престолонаследник е дадена една от дъщерите на Смилцена и Смилец. Майката на царя предлага брак на Стефан Милутин и управлението на една огромна Българо-сръбска държава, ако признае престолонаследието на сина ѝ. Сръбският крал обаче отказва поради нежеланието си да повери в бъдеще Сърбия в български ръце.
През есента на 1299 г. Чака и Тодор Светослав успяват да стигнат до Търново с малка войска. Тодор Светослав подкупва болярите, за да влезе в столицата. Смилцена и синът ѝ Йван IV Смилец бягат първоначално в Крън, а след това в Константинопол.
В последните години от живота си Иван IV Смилец се замонашва под името Йоасаф в един от манастирите на Света гора.
В типика на константинополския манастир Света Богородица Сигурна надежда, написан от леля му Теодора Синадина, се споменават щедрите дарения, които Йоан е направил приживе на основания от нея манастир: две лозета – едното се намирало близо до, а второ – в самия квартал Космидион, като последното Йоан дарил на манастира специално като аделфат за съпругата си; къща в околностите на Калигария, за да се поддържа светлината в кандилото на гроба му; златна икона на Богородица, инкрустирана с перли и осем скъпоценни камъка, както и покривало, върху което бил изобразен ликът на Богородица, а в центъра му имало кръг от перли; също така декорирал щедро една манастирска икона на Успение Богородично и дарил на манастира златотъкана подея с перли и изображение на четирите богородични празника. Заради щедростта му Теодора Синадина повелява манастирът ѝ да отбелязва паметта на Йоан ежегодно на 8 август (вероятно ден на смъртта му) чрез отслужване на седем литургии при два запалени свещника. Освен това веднъж седмично, в ден четвъртък трябвало да му се раздава за помен осветен хляб, а веднъж годишно при вратите на манстира да се раздава на нуждаещите се определено количество вино.